# L-阿拉伯糖1-脱氢酶
L-阿拉伯糖1-脱氢酶（EC 1.1.1.46 （页面存档备份，存于））是一种以NAD+或NADP+为受体、作用于供体CH-OH基团上的氧化还原酶。这种酶能催化以下酶促反应：
L-阿拉伯糖 + NAD+ {\displaystyle \rightleftharpoons } L-拉伯糖酸-1,4-内酯 + NADH + H+
L-阿拉伯糖1-脱氢酶主要参与抗坏血酸和醛糖二酸的代谢过程。